# Friedrich Kuhn
Friedrich Kuhn   (Colònia, 24 d'octubre de 1919 - Múnic, 8 de gener de 2005) fou un pilot de bob alemany que va competir durant la dècada de 1950.
El 1952 va prendre part en els Jocs Olímpics d'Hivern d'Oslo, on disputà les dues proves del programa de bob. Guanyà la medalla d'or en la prova de bobs a quatre formant equip amb Andreas Ostler, Franz Kemser i Lorenz Nieberl, mentre en la del bobs a dos fou onzè.